# Okhtyrka
Okhtyrka (em ucraniano:  Охтирка; em russo:  Ахтырка) é uma cidade da Ucrânia, situada no Oblast de Sumy. Tem 31,86 km² de área e sua população em 2020 foi estimada em 47.603 habitantes.